# Куперови парови
Куперови парови су парови електрона или неких других фермиона који се везују у систему слабо-интерагујућих честица. Куперови парови су предвиђени БСЦ теоријом суперпроводности.
Овако везани пар два фермиона чине један бозон, те се суперпроводност објашњава и као суперфлуидност Куперових парова. Суперпроводност се не манифестује у идеалним системима у којима нема никакве интеракције.

## Куперов задатак
Куперов задатак је проблем формулисан 1956. године. 
Основа Куперовог задатка је варијационим методом наћи таласну функцију једног фермионског пара под претпоставкама да електрон интерагује привлачном силом само са другим електроном у пару, док је његова интеракција са осталим електронима занемарљива. Привлачна интеракција електрона у Куперовом пару снижава енергију система, те ће енергија бити нижа од енергије Фермијеве сфере (2εF).
Спаривање између електрона у Куперове парове потиче од идеје БЦС теорије. Слободни електрони који се налазе у кристалној решетки делују Кулоновим силама, те од вишка наелектрисања долази до малих деформација и померања решетке. Осцилације у решетки се могу сматрати казичестичним ексцитацијама, фононима.